# سیلیسیم تترایدید
سیلیسیم تترایدید (به انگلیسی: Silicon tetraiodide) با فرمول شیمیایی SiI۴ یک ترکیب شیمیایی با شناسه پاب‌کم ۸۳۴۹۸ است. که جرم مولی آن 535.7034 g/mol می‌باشد. شکل ظاهری این ترکیب، پودر سفید است.